# Janvier 1988

## Événements
- Intifada : à partir de janvier, les commerçants palestiniens entrent en grève dans les centres urbains des Territoires occupés. Dans les campagnes, des barrages sont dressés sur les routes. Yitzhak Rabin est chargé de réprimer l’insurrection, qui prend une ampleur considérable.
- 12-20 janvier : Bataille de Cuito Cuanavale. L’Angola sert de base arrière au mouvement de libération de Namibie (SWAPO). Les troupes sud-africaines, envahissent le sud de l’Angola au début de l’année pour appuyer l’UNITA. Leur échec ouvre la voie à la médiation américaine.
- 15-16 janvier : Sommet centraméricain d’Alajuela au Costa Rica. Il fait un bilan négatif de la mise en application des dispositions prévues par le plan de paix Arias.
- 29 au 31 janvier : 15e Festival international de la bande dessinée d'Angoulême == Festival d'Angoulême 1988.
- 30 janvier-2 février : Davos[1] : Premier sommet entre la Grèce et la Turquie depuis 1978.

### Vendredi1erjanvier
- Décès d’Albert Decaris, graveur français de timbres-poste (° 6 mai 1901).

### Samedi2 janvier
- Signature de l'accord de libre-échange entre les États-Unis et le Canada.
- Naissance de Jonny Evans, footballeur nord-irlandais.

### Dimanche3 janvier
- Décès de Gaston Eyskens, homme politique belge.

### Lundi4 janvier
- Décès de Lily Laskine, harpiste française d'origine russe.
- Mise sur pied de la Direction patriotique unifié du soulèvement, qui réclame l’intensification de la lutte et l’édification d’un État palestinien indépendant. Une partie des islamistes se rallient tandis que les plus radicaux forment le Mouvement de la résistance islamique (Hamas) dont le programme est la lutte permanente et la disparition totale de l’État d’Israël. L’Intifada s’organise autour de comités populaires chargés de mettre en œuvre les consignes de la direction unifiée : grèves, boycott des marchandises israéliennes, refus de payer les taxes israéliennes, etc. Le soulèvement fait en moyenne un mort palestinien par jour. Environ 15 000 Arabes sont emprisonnés. Peu à peu, les Territoires occupés cessent d’être pour Israël une source de revenus et deviennent une charge financière.

### Mardi5 janvier
- Manifestations de femmes à Conakry contre la vie chère.
- Une nouvelle mutinerie militaire met en danger le régime en Argentine.
- Naissance de Pauline, chanteuse française.

### Mercredi6 janvier
- Naissance de Mohamed Oulhaj, footballeur marocain.
- Naissance de Chris Noffke, athlète australien.

### Jeudi7 janvier
- Décès de Michel Auclair, acteur français.
- Décès de Trevor Howard, acteur britannique.

### Vendredi8 janvier
- Naissance de Jirès Kembo Ekoko, footballeur congolais.

### Samedi9 janvier
- Décès de Thierry Maulnier, académicien.

### Dimanche10 janvier
- Naissance de Sehryne Hennaoui, joueuse franco-algérienne de volley-ball.
- Naissance de Marvin Martin, joueur français de football

### Lundi11 janvier
- Verdict à Chicago du procès de l'Amoco Cadiz (1978) 468 MF.
- Décès de Marc-Armand Lallier, religieux français, évêque de Nancy (1949-1956), archevêque de Marseille (1956-1966) et archevêque de Besançon (1966-1980) (° 3 décembre 1906).

### Mardi12 janvier
- Naissance de Kim Hyun-Soo, joueur coréen de baseball.
- Décès Piero « Pierino » Taruffi, pilote automobile italien.

### Mercredi13 janvier
- Naissance de Artjoms Rudnevs, un footballeur letton.

### Jeudi14 janvier
- Naissance de Jordy, chanteur français.
- Décès de Gueorgui Malenkov, homme politique soviétique.

### Vendredi15 janvier
- 15-16 janvier : sommet centraméricain d’Alajuela au Costa Rica. Il fait un bilan négatif de la mise en application des dispositions prévues par le plan de paix Arias.
- Naissance de Candice Didier, patineuse artistique française.
- Naissance de John Jairo Mosquera, footballeur colombien.
- Naissance de Skrillex, chanteur et Dj américain.

### Samedi16 janvier
- Naissance de Nicklas Bendtner, footballeur danois.
- Décès d'Andrija Artukovic, criminel de guerre croate de la seconde guerre mondiale, qui fut ministre de l'intérieur de l'Etat indépendant de Croatie.

### Dimanche17 janvier
- Naissance de Mike Di Meglio, pilote de moto français. Champion du monde catégorie 125 cm3 en 2008.

### Lundi18 janvier
- Naissance de Angelique Kerber, joueuse de tennis allemande.
- Décès de Jeff Burton, acteur américain.

### Mardi19 janvier
- Décès de Ievgueni Mravinski, chef d'orchestre soviétique.

### Mercredi20 janvier
- Décès du baron Philippe de Rothschild, homme de lettres et propriétaire du château Mouton-Rothschild (° 1902).

### Jeudi21 janvier
- Naissance de Vanessa Hessler, mannequin italien.

### Vendredi22 janvier
- Naissance de Greg Oden, joueur américain de basket-ball.

### Samedi23 janvier
- Steffi Graf bat Chris Evert en finale de l'Open d'Australie.

### Dimanche24 janvier
- Décès de Charles Glen King, un des premiers biochimistes à avoir isolé la vitamine C.
- Mats Wilander bat Pat Cash en finale de l'Open d'Australie.

### Lundi25 janvier
- Naissance de Tatiana Golovin, joueuse de tennis française.

### Mardi26 janvier
- La première Conférence mondiale sur le « Sida » réunit cent quarante-huit pays.

### Mercredi27 janvier
- Décès de Massa Makan Diabaté, historien et écrivain malien.

### Jeudi28 janvier
- Dévoilement d'un jugement de la Cour suprême invalidant l'illégalité de l'avortement au Canada dans la province de Québec.
- Décès de Curro Girón, matador venuezuelien (° 28 juillet 1938).
- Décès de Klaus Fuchs, physicien allemand (° 29 décembre 1911).

### Vendredi29 janvier
- Les États-Unis annoncent que les « quatre dragons » (Corée du Sud, Hong Kong, Singapour et Taïwan) n’ont plus à bénéficier du traitement privilégié accordé aux pays en voie de développement.

### Samedi30 janvier
- 30 janvier - 2 février (Davos)[1] : premier sommet entre la Grèce et la Turquie depuis 1978.
- Décès de Eddie Cano, pianiste américain de Latin jazz

### Dimanche31 janvier
- Les Washington Redskins remportent le Super Bowl XXII face aux Denver Broncos, 42-10.

## Naissances
- 5 janvier : Pauline, chanteuse française.
- 7 janvier : 
  - Robert Sheehan, acteur irlandais.
  - Hardwell, disc jockey néerlandais.
- 8 janvier : 
  - Grace Deutcho, judokate camerounaise.
  - Jirès Kembo Ekoko, footballeur congolais.
  - Adrián López, footballeur espagnol.
- 14 janvier : Jordy, chanteur français.
- 18 janvier : Ashleigh Murray, actrice américaine.
- 20 janvier : Jeffrén Suarez, footballeur espagnol (Sporting CP)
- 21 janvier : Vanessa Hessler, mannequin italien.
- 25 janvier : Tatiana Golovin, joueuse de tennis française.
- 28 janvier : AKA, musicien sud-africain († 10 février 2023).
- 29 janvier : Keylan Blanc, comédien de doublage français.

## Décès
- 3 janvier : Gaston Eyskens, homme politique belge.
- 4 janvier : Lily Laskine, harpiste française d'origine russe.
- 7 janvier :
  - Michel Auclair, acteur français.
  - Trevor Howard, acteur britannique.
- 9 janvier : Thierry Maulnier, académicien.
- 11 janvier : Marc-Armand Lallier, religieux français, évêque de Nancy (1949-1956), archevêque de Marseille (1956-1966) et archevêque de Besançon (1966-1980) (° 3 décembre 1906).
- 12 janvier : 
  - Joe Albany, pianiste de jazz américain (° 24 janvier 1924).
  - Piero Taruffi, pilote automobile italien.
- 14 janvier : Gueorgui Malenkov, homme politique soviétique.
- 27 janvier : Massa Makan Diabaté, historien et écrivain malien.
- 28 janvier : Curro Girón, matador vénézuélien (° 28 juillet 1938).